# Johnson Point
Der Johnson Point ist eine Landspitze an der Südküste Südgeorgiens. Sie liegt am Kopfende der Jacobsen Bight und unterteilt diese südlich der Mündung des Eclipse Glacier in zwei Buchthälften.
Das UK Antarctic Place-Names Committee benannte sie 1962 nach Clive Edwin Johnson (* 1953), Feldforschungsassistent des British Antarctic Survey in diesem Gebiet zwischen 1975 und 1976 sowie auf der Rothera-Station von 1977 bis 1979.